# Léo et les extraterrestres
Pour plus de détails, voir Fiche technique et Distribution.
Léo et les extraterrestres (Luis & the Aliens) est un long métrage d'animation et de  science-fiction réalisé par Christoph Lauenste, Wolfgang Lauenste, Seán McCormack et sorti en 2018.

## Synopsis
À la suite de l'écrasement de leur vaisseau spatial dans sa maison, un jeune collégien Léo le fils de l'ufologue Armin Sonntag, se lie d'amitié à trois extraterrestres. Soucis le père de Léo serait prêt à exterminer les extraterrestre s’il était témoin d’un crash de vaisseau venu de loin. Ses trois extraterrestre venu chercher un tapis humain appeler le « NubbiDubbi ».

## Résume détaillé
Le jour de son douzième anniversaire, Luis n'a pas d'amis, et son père, l'ufologue Armin Sonntag, n'a jamais assez de temps pour lui. Il ne sait même pas que ceux qu’il désire tant retrouver se trouvent juste sous son nez. Le jour de son anniversaire, Luis devient le seul témoin de l'atterrissage en catastrophe de trois extraterrestres près de chez eux. Ils ont une capacité spéciale : manger les cheveux des gens pour les transformer en tout ce qu'ils veulent. Louis n'avait jamais eu autant de plaisir que d'être avec eux. Mais il se rend vite compte que si son père découvre son secret, cela ne se terminera pas bien. Il décide de les aider à réparer leur vaisseau mère et de s'envoler avec eux jusqu'à la maison des Winters.
Plus tard, Marlon prend le SUV de la famille. Alors que le reste de sa famille revient de la pièce de théâtre de sa sœur cadette, Armin Sontag entre et tente de les forcer à prendre l'apparence d'extraterrestres. Mais après les propos de leur voisin, Armin Sonntag, M. Winters et Mme Jade Dieckendacker) se sont lancés à leur poursuite dans une camionnette de messagerie.
En chemin, Luis révèle la vérité à Marlon : en fait, les extraterrestres voyagent avec eux avec Marlon, dont il a presque cassé le sac. Après être arrivés à Dragon's Peak, les extraterrestres et Luis se préparent à repartir vers le vaisseau mère qui survole le sommet. Bientôt, les autres arrivent. Au dernier moment, Mme Dieckendacker emporte le pistolet congélateur fait maison d'Armin Sonntag, alors que Luis tente de l'arrêter mais tombe d'une falaise. Le monstre se prépare à tirer sur Luis, mais est arrêté par l'agent Stu qui est un membre de la police intergalactique déguisé en marchand de glace. Soudain, Dieckendacker se transforme en une grande créature ressemblant à un dinosaure appelée « Tontonien ». Luis émerge de sous la pierre poussée. Il fuit le Tontonien qui tombe d'une falaise. Luis négocie un plan avec Wabo, Nag et Mog. Au cours d'un duel difficile dans lequel les trois extraterrestres se font passer pour Luis, conduisant progressivement le Tontonien au vrai Luis, Ce dernier est rapidement paralysé par lui. Plus tard, Stu envoie Dieckendacker dans sa chambre froide, et les extraterrestres prennent le tapis « NubbiDubbi » commandé par eux et retournent à leur vaisseau mère. Après tout cela, Léo reçoit un vélo par son père. Plus tard, Léo et Jennifer sont ensemble et regardent dans le matériel d’ufologie de son père, et se regardent. 

## Fiche technique
- Titre original : Luis & the Aliens
- Titre français : Léo et les extraterrestres
- Réalisation : Christoph Lauenste, Wolfgang Lauenste et Seán McCormack
- Scénario : Christoph Lauenste, Wolfgang Lauenste et Jurgen Wolff
- Musique : Christoph Lauenste, Wolfgang Lauenste
- Production : Jana Bohl, Emely Christians, Viola Lütten, Jean-Marie Musique, Christine Parisse
- Genre : Animation, Aventure, Comédie, Science-fiction
- Société de production : Ulysses Films, Fabrique d'Images, A. Film A/S
- Société de distribution : 20th Century (Allemagne), Warner Bros. Pictures (Royaume-Uni)
- Format : couleur
- Durée : 86 minutes
- Dates de sortie : 
  - 9 mai 2018 (France)
  - 24 mai 2018 (Allemagne)
  - 17 août 2018 (États-Unis)
  - 24 août 2018 (Royaume-Uni)

## Voix originale
- Callum Maloney : Luis Sonntag
- Dermot Magennis : Armin Sonntag et Wabo
- Ian Coppinger : Mog
- Paul Tylak : Monsieur Winter, Ice Cream Man et Bill
- Lucy Carolan : Jennifer Yeng
- Eoin Daly : Marlon Winter
- Simon Toal : Le principal
- Aileen Mythen : Madame Winter, Valentina et Madame Jade Diekendaker
- Danna Davis : Jill
- Susie Power : Sarah

## Voix Française
- Timothé Vom Dorp : Léo Sonntag
- Jérôme Rebbot  : Armin Sonntag
- Sarah Usai-Méry:  Jennifer Yeng
- Jean-Stan du Pac  : Marlon Winter
- Christophe Lemoine : Bill
- Thierry Desroses : Le Principal de Léo